# Дарінгтон-Волс
Дарінгтон-Волс (англ. Durrington Walls) — найбільше поселення кам'яної доби. Розташоване на Солсберійській рівнині на відстані 3 кілометрів від Стоунхенджу і 0,5 км від Вудхенджу. Поселення виникло за часів будівництва Стоунхенджу. Будівельники Стоунхенджа обнесли своє місто величезним загороджувальним валом. Будинки будувалися з дерева з глиняними підлогами і мали круглу основу діаметром близько п'яти метрів.